# Ichthyosauromorpha
Ichthyosauromorpha es una infraclase extinta de reptiles marinos consistente en el grupo Ichthyopterygia (los ictiosaurios y sus parientes más cercanos), Hupehsuchia y el ictiosauriforme basal Cartorhynchus, que vivió en China durante el período Triásico Inferior (hace aproximadamente 248 millones de años).
El clado basados en nodos Ichthyosauromorpha fue definido por primera vez por Ryosuke Motani et al. en 2014 como el grupo consistente en el último ancestro común de Ichthyosaurus communis y Hupehsuchus nanchangensis, y todos sus descendientes. Sus sinapomorfias, o rasgos únicos derivados, incluyen: la presencia de un flanco anterior en el húmero y el radio; el extremo inferior de la ulna es tan ancho o más ancho que el extremo superior, la extremidad delantera es tan larga o más larga que la posterior, la mano abarca al menos tres cuartos de la longitud total del brazo, el peroné se extiende por detrás del nivel del fémur, y el proceso transverso del arco neural vertebral está reducido o es ausente.
Se pensaba que los Ichthyosauromorpha se habían originado en China durante la parte superior del Triásico Inferior period, hace cerca de 248 millones de años. Sin embargo, un estudio de 2023 reportó los fósiles de un ictiosauromorfo marino derivado (un ictiopterigio) en rocas de inicios del Triásico en Spitsbergen, Noruega, de apenas 2 millones de años después de la extinción masiva del Pérmico-Triásico. La presencia de un ictiosauromorfo tan avanzado justo durante el inicio del Triásico indica que los ictiosauromorfos (y posiblemente los Ichthyosauriformes, dependiendo de las divergencias estimadas) se originaron durante el Pérmico y fueron por lo tanto sobrevivientes de la extinción en masa, en lugar de ser oportunistas ecológicos que evolucionaron una vez que terminó el evento de extinción.

## Taxonomía
Una rama del grupo consiste en los Hupehsuchia, y la otra de los Ichthyosauriformes, de la cual Cartorhynchus era un miembro basal. Los otros integrantes de los ichtiosauriformes eran los Ichthyopterygia, que incluye a los Ichthyosauria y sus parientes. Los últimos ictiosaurios se extinguieron probablemente a mediados del Cretácico. 
- Infraclase Ichthyosauromorpha
  - Orden Hupehsuchia
  - Clado Ichthyosauriformes
    - Género Cartorhynchus
    - Superorden Ichthyopterygia

## Filogenia
La relación de este grupo con otros reptiles no es clara, debido a su morfología sumamente derivada, incluso entre sus representantes más antiguos y sus orígenes presuntamente muy antiguos, aunque se considera usualmente que son diápsidos. Un estudio de 2022 sobre la evolución de los primeros reptiles clasificó a los Ichthyosauromorpha como arcosauromorfos basales, formando un clado con otros grupos de reptiles marinos (Thalattosauria y Sauropterygia) como grupo hermano al resto de Archosauromorpha. Un estudio de 2023 en que se describió al reptil marino del Triásico Prosaurosphargis encontró un resultado similar, si bien este situó a los tres grupos de reptiles marinos como parte de un concepto expandido de Archelosauria.
La estructura interna filogenética de Ichthyosauromorpha es mostrada en este cladograma:
|                    | Hupehsuchia                                                       |
|                    |                                                                   |
| Ichthyosauriformes | \| \| Cartorhynchus \| \| \| \| \| \| Ichthyopterygia \| \| \| \| |
|                    | \| \| Cartorhynchus \| \| \| \| \| \| Ichthyopterygia \| \| \| \| |
|                    | Cartorhynchus                                                     |
|                    |                                                                   |
|                    | Ichthyopterygia                                                   |
|                    |                                                                   |

|  | Cartorhynchus   |
|  |                 |
|  | Ichthyopterygia |
|  |                 |